# «Япон» і японець
«Япон» і японець (азерб. «Јапон» вә јапонијалы) — радянський художній фільм 1990 року, знятий режисером Сергіїм Ратниковим.

## Сюжет
1944 рік. На Окінаві групу японських льотчиків-камікадзе проводжають в останню путь. В бою один з них збивається з курсу, проваливши тим самим завдання, і падає в море біля рибальського селища Нардаран в Азербайджані. Японця підбирає молодий рибалка Гюльбала, на прізвисько «Япон» (через будову очей).

## У ролях
| Актор             | Роль                                                   |
| ----------------- | ------------------------------------------------------ |
| Давуд Давудов     | Гюльбала («Япон»)                                      |
| Едуард Пак        | японець                                                |
| Октай Агаєв       | начальник НКВД Мелік-Бабанов                           |
| Лятіфа Алієва     | мати Гюльбали                                          |
| Мабуд Магеррамов  | генерал Тойода                                         |
| Камиль Магеррамов | контролер улову                                        |
| Омір Нагієв       | местный місцевий авторитет, житель рибальського селища |
| Вахід Алієв       | співробітник НКВД в капелюсі                           |
| Ідріс Рустамов    | Фірангі                                                |

## Знімальна група
- Сценаріст : Вагіф Мустафаєв
- Режисер : Сергій Ратников
- Оператори : Кенан Мамедов, Фікрет Аскеров
- Композитор : Алі Бабаєв
- Художник : Рафіс Ісмайлов